# Elatostema winkleri-huberti
Elatostema winkleri-huberti är en nässelväxtart som beskrevs av H. Schröter. Elatostema winkleri-huberti ingår i släktet Elatostema och familjen nässelväxter. Inga underarter finns listade i Catalogue of Life.